# Margaret Stuart
Margaret Stuart (Dalkeith, 24 dicembre 1598 – Linlithgow, marzo 1600) fu la seconda figlia di Re Giacomo VI di Scozia e Anna di Danimarca. Nel marzo del 1600, Margaret morì di una malattia sconosciuta e fu sepolta nell'Abbazia di Holyrood. Tre anni dopo, suo padre salì al trono d'Inghilterra.

## La vita
Nata la vigilia di Natale del 1598, Margaret era la seconda figlia di Re Giacomo VI di Scozia, il futuro Giacomo I d'Inghilterra e Anna di Danimarca. La sua cerimonia battesimale fu posticipata all'aprile del 1599, poiché l'inverno, parte della 'Piccola era glaciale', era stato eccezionalmente freddo e si temeva che la fragile principessa potesse prendere un raffreddore e morire. Dopo il battesimo, Margaret e sua sorella Elisabetta furono affidate alle cure di Alexander Livingston, primo conte di Linlithgow e di sua moglie, Lady Livingston; la sua balia si chiamava Helena Crichton.

## Morte e sepoltura
Nel marzo del 1600, Margaret si ammalò, ma quale fosse il male che la colpì è ancora un mistero. Alexander Barclay, farmacista, e il dottor Martene Schenes, medico ufficiale del re, furono chiamati per somministrare a Lady Margaret i medicinali necessari alla guarigione. Ogni tentativo di salvarla fu però inutile. Margaret morì nello stesso mese in cui si ammalò, ma la data esatta non venne mai registrata. Il corpo della principessa venne imbalsamato e decorato con flanella, seta cremisi e nastro di Firenze, in preparazione al funerale. Fu trasportata da Linlithgow a Edimburgo e fu sepolta privatamente nell'Abbazia di Holyrood.